# Walter Rudolf Kirschbaum

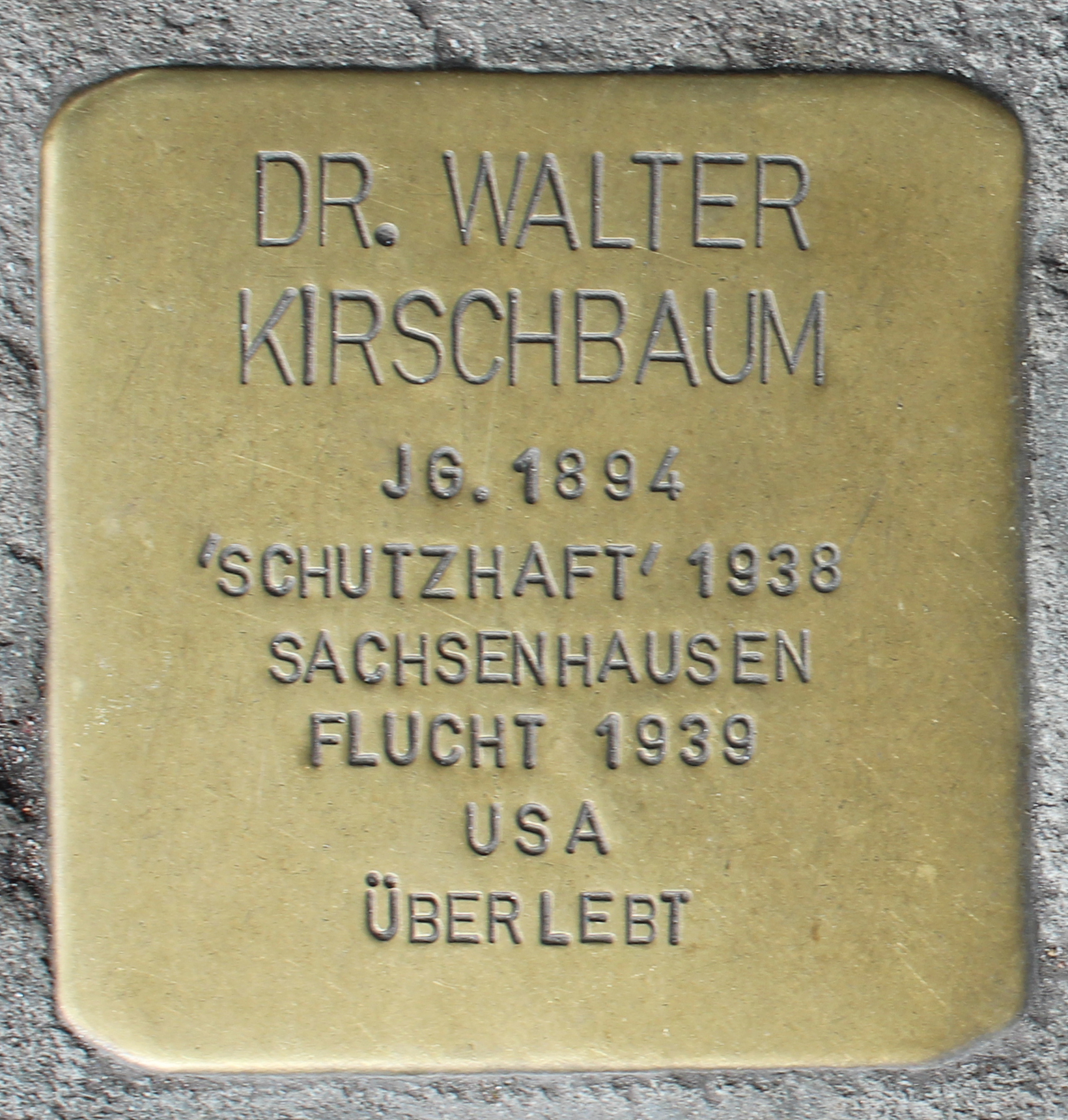
Stolperstein

Walter Rudolf Kirschbaum (ur. 26 kwietnia 1894 w Duisburgu, zm. 15 sierpnia 1982) – niemiecko-amerykański neurolog i psychiatra.
W 1919 obronił doktorat w Berlinie. Był wykładowcą na Uniwersytecie w Hamburgu w latach 1921-1934. Na początku 1933 roku został Privatdozentem z psychiatrii, w marcu 1934 roku stracił uprawienia wykładania na uczelni. W latach 1938–39 w obozie koncentracyjnym Sachsenhausen. W 1939 roku emigrował do Stanów Zjednoczonych, od 1948 roku assistant professor w Chicago, od 1958 associate professor. W 1964 roku przeszedł na emeryturę.